# Trosteaneț, Dubno
Trosteaneț (în ucraineană Тростянець) este un sat în comuna Semîdubî din raionul Dubno, regiunea Rivne, Ucraina.

## Demografie
Componența lingvistică a localității Trosteaneț
     Ucraineană (99,1%)
     Alte limbi (0,9%)
Conform recensământului din 2001, majoritatea populației localității Trosteaneț era vorbitoare de ucraineană (99,1%), existând în minoritate și vorbitori de alte limbi.